# NFL 1927
Die NFL-Saison 1927 war die achte Saison der US-amerikanischen Footballliga National Football League (NFL). Meister der Liga wurden die New York Giants.
In der vorhergehenden Saison hatte die Liga erstmals mit der American Football League eine direkte Konkurrenz. Dies sowie die vielen schwächeren Teams führten dazu, dass auch die stärken Teams nicht die gewünschten Einnahmen erzielen konnten. Eine Lösung war notwendig. Deshalb wurde im Rahmen der ersten NFL-Sitzung am 5. Februar 1927 eine Kommission unter Leitung von Charles Coppen von den Providence Steam Roller eingesetzt. Ergebnis dieser Beratung war die Einteilung der Mannschaft in die Gruppen A (stärkere Teams) und B (schwächere Teams). Nachdem die Eigner in der Diskussion keine Alternative finden konnten, konzentrierte sich die Debatte auf die Zuordnung der Teams zu den jeweiligen Gruppen.
Schließlich einigte man sich auf die Einteilung:  A: Providence Steam Roller, Frankford Yellow Jackets, Milwaukee Badgers, Detroit Panthers, New York Giants, Chicago Bears, Chicago Cardinals, Cleveland Bulldogs, Green Bay Packers, Buffalo Bisons und den Brooklyn Lions. Die Duluth Eskimos, Kansas City Cowboys und Pottsville Maroons wurden als Reiseteams gesetzt. B: Akron Indians, Canton Bulldogs, Columbus Tigers, Dayton Triangles, Hammond Pros, Hartford Blues, Louisville Colonels, Minneapolis, Racine Tornadoes und Rochester Jeffersons.
Erst zur Sitzung am 23. April 1927 legte der Liga-Präsident Joseph Carr einen Plan zur Umsetzung der Ligareduzierung vor.
- Jedes Team kann für ein Jahr den Ligabetrieb einstellen und ist nicht verpflichtet die jährlichen Abgaben zu entrichten. Das Team kann das Franchise zurückgeben und erhält dafür den Kaufpreis sowie einen entsprechenden Anteil aus dem Ligavermögen.
- Ein Team das den Betrieb einstellt, erhielt die Erlaubnis bis zum 15. September 1927 ihre Spielerverträge weiterzuverkaufen. Möchte das Team als unabhängiges Team weiterbestehen, werden die Spielerverträge durch die Liga respektiert.
- Sollten mehrere dieser unabhängigen Teams eine eigene Liga gründen wollen, so würde dies von der NFL unterstützt werden. (Damit bot Carr die Möglichkeit einer von ihm gewünschten „minor league“ an).
- Die Teams konnten das Franchise auch an ein anderes Team veräußern. Es bestand hier jedoch das Risiko, dass die neuen Eigentümer nicht von der Liga akzeptiert werden.
- Jedes Team das die NFL verlässt, darf einer anderen Liga nur mit Genehmigung der NFL beitreten.
- Die Teams haben ein Jahr Bedenkzeit, bevor weitere Schritte eingeleitet werden.

In der Liga-Sitzung am 16. und 17. Juli 1927 bei der unter anderem der Spielplan festgelegt wurde, wurden auch die Entscheidungen der Teams über ihren zukünftigen Status getroffen. Am Ende beendeten 13 Franchises den Spielbetrieb in der NFL. Aus der American Football League wechselten die New York Yankees in die NFL.

## Tabelle
| Team                     | S  | N | U | SQ    |
| ------------------------ | -- | - | - | ----- |
| New York Giants          | 11 | 1 | 1 | 0,917 |
| Green Bay Packers        | 7  | 2 | 1 | 0,778 |
| Chicago Bears            | 9  | 3 | 2 | 0,750 |
| Cleveland Bulldogs       | 8  | 4 | 1 | 0,667 |
| Providence Steam Roller  | 8  | 5 | 1 | 0,615 |
| New York Yankees         | 7  | 8 | 1 | 0,467 |
| Frankford Yellow Jackets | 6  | 9 | 3 | 0,400 |
| Pottsville Maroons       | 5  | 8 | 0 | 0,385 |
| Chicago Cardinals        | 3  | 7 | 1 | 0,300 |
| Dayton Triangles         | 1  | 6 | 1 | 0,143 |
| Duluth Eskimos           | 1  | 8 | 0 | 0,111 |
| Buffalo Bisons           | 0  | 5 | 0 | 0,000 |